# Santa Maria do Gurupá
Santa Maria do Gurupá é um distrito do município brasileiro de Promissão, no interior do estado de São Paulo.

## História

### Formação administrativa
- Distrito policial de Gurupá criado em 16/07/1930 no município de Avanhandava[3].
- Distrito de Gurupá criado pela Lei nº 3.009 de 30/06/1937 no município de Avanhandava[4].
- Pelo Decreto n° 9.775 de 30/11/1938 foi transferido para o município de Promissão e teve a denominação alterada para Ipês[5].
- Pela Lei n° 2.456 de 30/12/1953 teve a denominação alterada para Santa Maria do Gurupá[6].

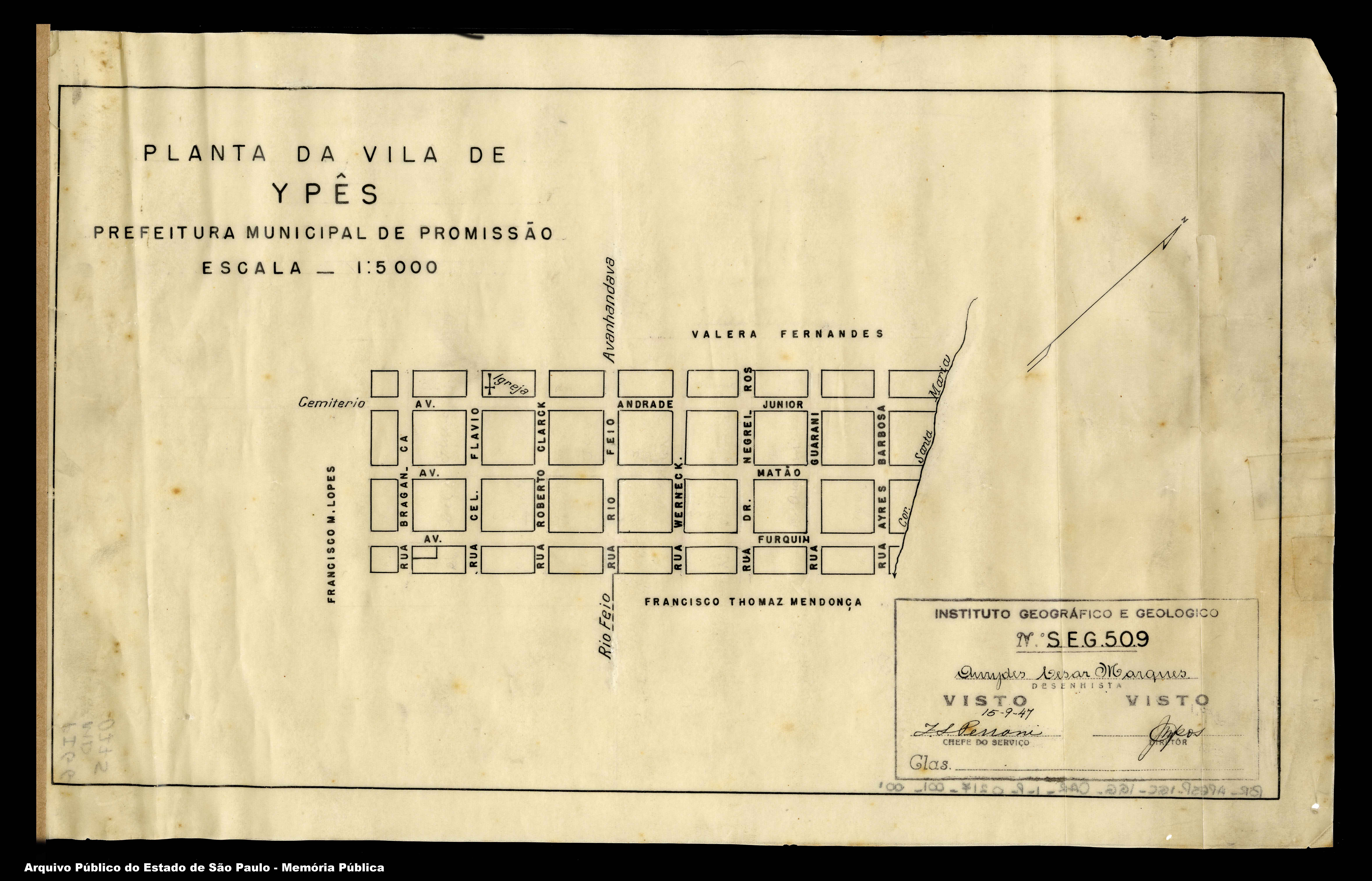
Planta da área urbana original.

## Geografia

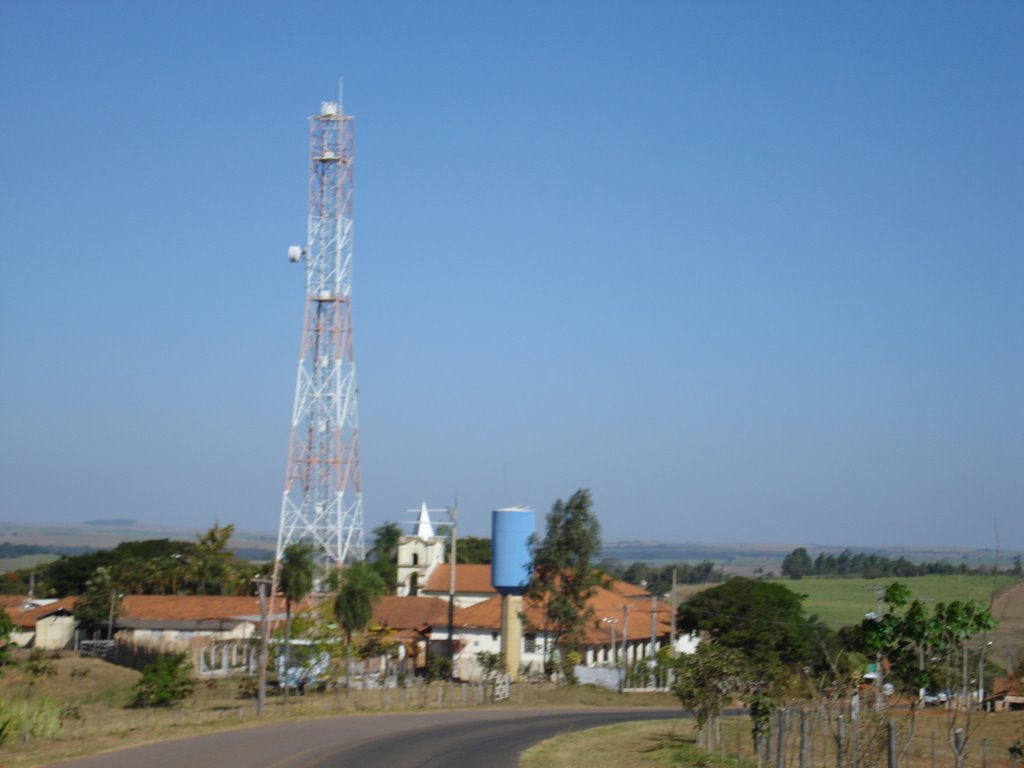
Entrada do distrito.

### Demografia

#### População urbana
| Crescimento população urbana | Crescimento população urbana | Crescimento população urbana | Crescimento população urbana |
| Censo                        | Pop.                         |                              | %±                           |
| ---------------------------- | ---------------------------- | ---------------------------- | ---------------------------- |
| 1940                         | 478                          |                              | —                            |
| 1950                         | 339                          |                              | −29,1%                       |
| 1960                         | 343                          |                              | 1,2%                         |
| 1970                         | 367                          |                              | 7,0%                         |
| 1980                         | 522                          |                              | 42,2%                        |
| 1991                         | 441                          |                              | −15,5%                       |
| 2000                         | 394                          |                              | −10,7%                       |
| 2010                         | 276                          |                              | −29,9%                       |
| Fonte: IBGE e Fundação SEADE |                              |                              |                              |

#### População total
Pelo Censo 2010 (IBGE) a população total do distrito era de 401 habitantes.

### Área territorial
A área territorial do distrito é de 112,092 km².

### Rodovias
O distrito está localizado à 20 quilômetros de Promissão, sendo o principal acesso a estrada vicinal que tem início na Rodovia Marechal Rondon (SP-300).

## Serviços públicos

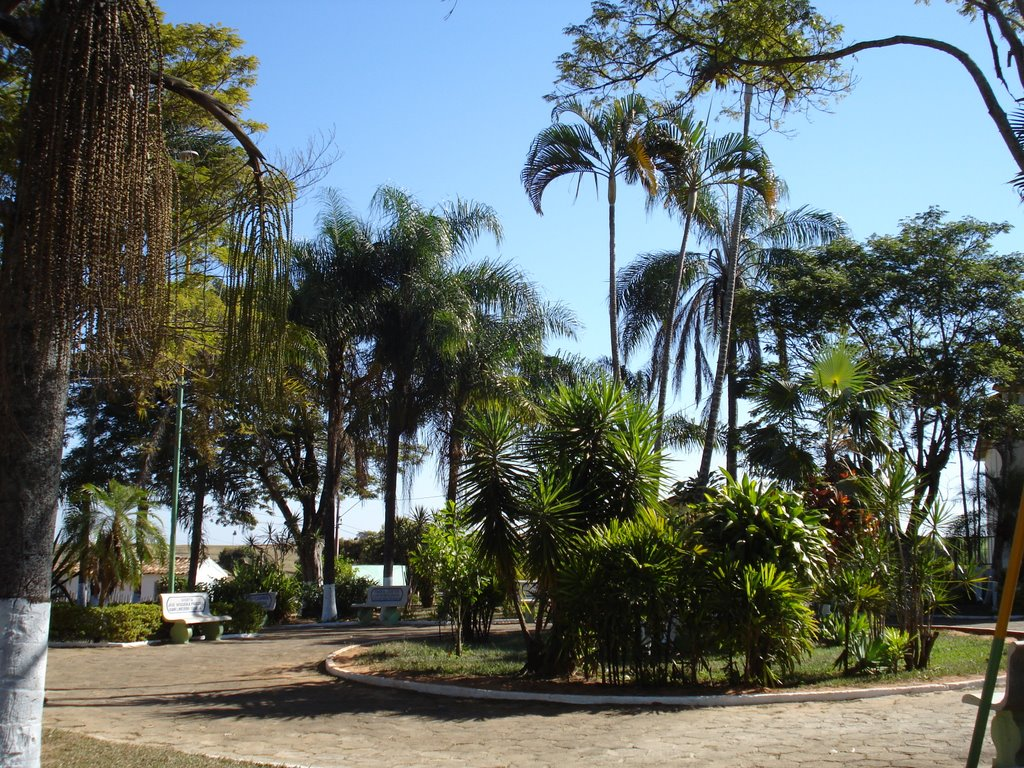
Praça.

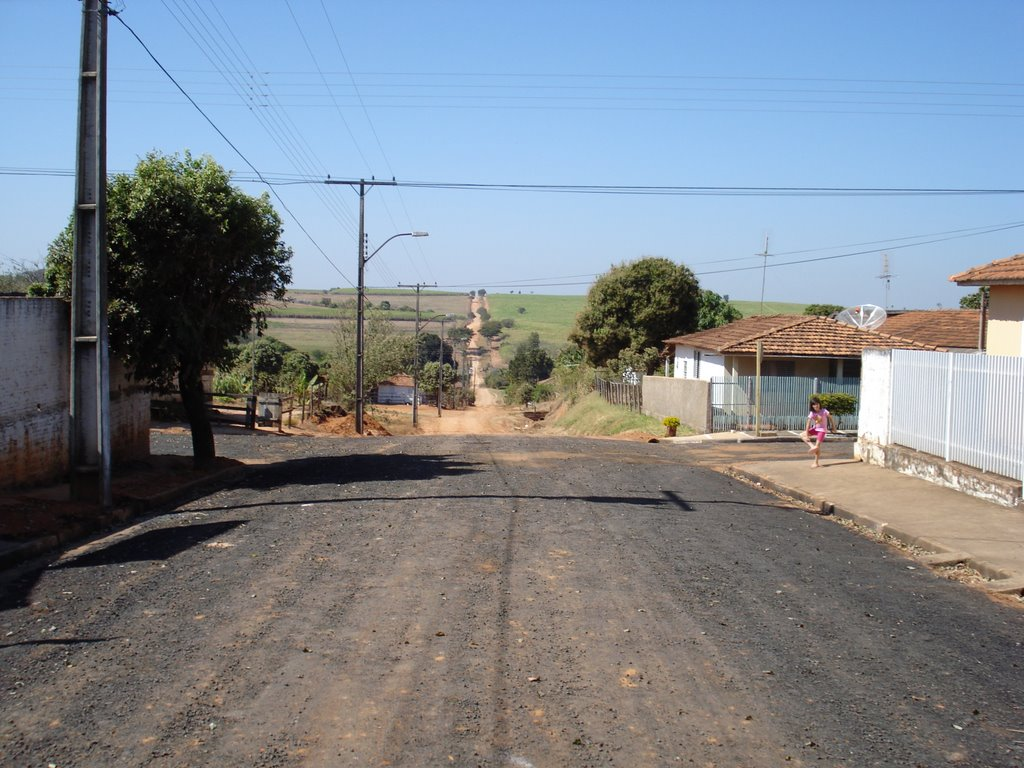
Aspecto local.

### Registro civil
Atualmente é feito no próprio distrito, pois o Cartório de Registro Civil das Pessoas Naturais ainda continua ativo.

### Educação
- Escola Municipal Pingo de Gente
- E.E. Prof. Hugo Gambetti

### Saneamento
O serviço de abastecimento de água é feito pelo Serviço Autônomo de Água e Esgoto (SAAE).

### Energia
A responsável pelo abastecimento de energia elétrica é a CPFL Paulista, distribuidora do grupo CPFL Energia.

### Telecomunicações
O distrito era atendido pela Telecomunicações de São Paulo (TELESP), que inaugurou a central telefônica utilizada até os dias atuais. Em 1998 esta empresa foi vendida para a Telefônica, que em 2012 adotou a marca Vivo para suas operações.

## Atrações turísticas
Santa Maria do Gurupá conta com várias cachoeiras. Para ter acesso é preciso percorrer cerca de 6 quilômetros em uma estrada de terra. 

## Religião
O Cristianismo se faz presente no distrito da seguinte forma:

### Igreja Católica
- A igreja faz parte da Diocese de Lins[19].

### Igrejas Evangélicas
- Congregação Cristã no Brasil[20].